# Грегг (округ, Техас)
Шаблон:StateAbbr_ 32°29′ пн. ш. 94°49′ зх. д. / 32.48° пн. ш. 94.81° зх. д.
Округ Грегг (англ. Gregg County) — округ (графство) у штаті Техас, США. Ідентифікатор округу 48183.

## Історія
Округ утворений 1873 року.

## Демографія
За даними перепису 2000 року загальне населення округу становило 111379 осіб, зокрема міського населення було 89277, а сільського — 22102. Серед мешканців округу чоловіків було 53908, а жінок — 57471. В окрузі було 42687 домогосподарств, 29677 родин, які мешкали в 46349 будинках. Середній розмір родини становив 3,06.
Віковий розподіл населення поданий у таблиці:
| Стать    | До 15 років | 15-21 | 22-29 | 30-39 | 40-49 | 50-65 | 65-85 | Понад 85 |
| -------- | ----------- | ----- | ----- | ----- | ----- | ----- | ----- | -------- |
| Чоловіки | 12532       | 6284  | 5908  | 7476  | 8195  | 7689  | 5349  | 475      |
| Жінки    | 12013       | 5908  | 5851  | 7902  | 8373  | 8491  | 7570  | 1363     |

## Суміжні округи
- Апшер — північ
- Гаррісон — схід
- Раск — південь
- Сміт — захід

## Виноски
1. ↑  U.S. Decennial Census. United States Census Bureau. Архів оригіналу за 26 квітня 2015. Процитовано 27 квітня 2015.
2. ↑  Texas Almanac: Population History of Counties from 1850–2010 (PDF). Texas Almanac. Архів оригіналу (PDF) за 26 лютого 2015. Процитовано 27 квітня 2015.
3. ↑  State & County QuickFacts. United States Census Bureau. Архів оригіналу за 18 жовтня 2011. Процитовано 16 грудня 2013.(англ.) Наведено за англійською вікіпедією.
4. ↑  American FactFinder. Бюро перепису населення США. Архів оригіналу за 21 травня 2008. Процитовано 31 січня 2008.

| США | Це незавершена стаття з географії США. Ви можете допомогти проєкту, виправивши або дописавши її. |